# Провітаміни
Провітаміни — речовини, попередники вітамінів в організмі.

## Деякі провітаміни
- β-каротин — провітамін вітаміну А — з 1 молекули β-каротину утворюється 2 молекули вітаміну А.
- Триптофан — попередник нікотинаміду (вітаміну PP).
- Ергостерин і його похідні — ферментуються в вітаміни групи D (кальциферол).
- Пантенол — провітамін вітаміну B5.

Каротини α і γ містять тільки по одному β‑іонному кільцю, тому при розщепленні їх у кишечнику утворюється по одній молекулі вітаміну А. Усі каротини нерозчинні у воді, але розчиняються в органічних розчинниках — бензолі, хлороформі, етері, жирах та маслах. Легко окиснюються оксигеном повітря, нестійкі при нагріванні за наявності кислот та лугів, руйнуються під дією світла. Біологічна роль каротинів пов'язана з їх участю в процесах фотосинтезу. Вибіркове накопичення β‑каротину може здійснюватися жировою тканиною. Він частково є у молоці, жовтку яйця. В організмі людини каротини підвищують імунний статус, захищають від фітодерматозів, є природними антиоксидантами, як попередники вітаміну А забезпечують механізм зору. Застосовують у вигляді природних барвників, для лікування запальних процесів шкіри та слизових оболонок.
Каротини містяться у великій кількості у червоному перці, моркві, цибулі, салаті, шпинаті, капусті, томатах, ягодах обліпихи, горобині, абрикосах. β-каротин входить до складу багатьох полівітамінних препаратів.
Прикладом П. є рослинний ергостерин, який під впливом ультрафіолетового випромінювання перетворюється на активну форму вітаміну D2 — ергокальциферол (відбувається розрив зв'язку між 9-м і 10-м вуглецевим атомами кільця В): Вітамін D2 (ергокальциферол)
Опромінення ультрафіолетовим світлом повинно бути з довжиною хвилі 290—315 нм. Ергостерин як рослинний стероїд міститься в значній кількості в дріжджах, деяких грибах та рослинних оліях, а також у наземних рослинах, морських водоростях, фіто- та зоопланктонах.
З лікувальною метою використовують саме ергокальциферол, який утворюється при УФ-опромінюванні харчових продуктів. Застосовують його як антирахітичний препарат.
Шкіра людини і тварин продукує лише вітамін D3 із П. 7-дегідрохолестерину, який під дією УФ-світла (із довжиною хвилі 290—315 нм) перетворюється на активну форму — вітамін D3-колекальциферол: Вітамін Д3 (колекальциферол)
Тривала дія УФ-променів на шкіру людини не тільки не посилює перетворення П. на вітамін D3, але навіть пригнічує цей процес та призводить до утворення неактивних метаболітів. При недостатньому сонячному опроміненні перетворення П. на вітаміни групи D не відбувається, внаслідок чого розвивається так звана хвороба підвалів. У природі зустрічаються і деякі інші П.

## Список вітамінів з деякими своїми вітамерами та активними формами в тому числі
| Родову назву вітаміну | Вітамер хімічна назва і/або хімічний клас сполук (список не повний)                                                                 |
| --------------------- | --- |
| Вітамін A             | ретинол, сітківки ока, а 4 каротиноїдів: каротин альфа-каротин, бета-каротин, гамма-каротину, а також бета-ксантофілл cryptoxanthin |
| Вітамін B1            | Тіамін, тіамін пірофосфат |
| Вітамін В2            | рибофлавін, флавінмононуклсотіда (ФМН), флавінів дінуклеотід аденін (FAD)                                                           |
| Вітамін B3            | ніацин, ніацинамід |
| Вітамін В5            | пантотенова кислота |
| Вітамін B6            | Піридоксин, ПАМ, піридоксаль, піридоксаль 5-фосфат                                                                                  |
| Вітамін B7            | Біотин |
| Вітамін В9            | Фолієва кислота, фолієвої кислоти, 5-Methyltetrahydrofolate                                                                         |
| Вітамін B12           | Ціанокобаламін, гідроксікобаламін, methylcobalamin, adenosylcobalamin                                                               |
| Вітамін C             | Аскорбінова кислота, аскорбінова кислота кальцію, натрію аскорбат, інші солі аскорбінової кислоти                                   |
| Вітамін D             | эргокальциферол (D2), холекальциферол (D3)                                                                                          |
| Вітамін Е             | токоферол (D-альфа-, бета-D-, D-гамма, і пана дельта-токоферол), Tocotrienols                                                       |
| Вітамін K             | phylloquinone (К1), menaquinones (К2)                                                                                               |